# Koválovec
Koválovec este o comună slovacă, aflată în districtul Skalica din regiunea Trnava. Localitatea se află la altitudinea de 260 m deasupra n.m., se întinde pe o suprafață de 8,49 km2 și în 2017 număra 146 de locuitori.

## Istoric
Localitatea Koválovec este atestată documentar din 1394.

## Demografie
| An:                | 1994 | 2004   | 2014   | 2024   |
| ------------------ | ---- | ------ | ------ | ------ |
| Număr de persoane: | 139  | 136    | 136    | 141    |
| Diferență:         |      | −2,15% | −1,42% | +3,67% |

| An:                | 2023 | 2024   |
| ------------------ | ---- | ------ |
| Număr de persoane: | 143  | 141    |
| Diferență:         |      | −1,39% |